# Kožino
Kožino är en ort i Kroatien.   Den ligger i länet Zadars län, i den södra delen av landet, 190 km söder om huvudstaden Zagreb. Kožino ligger 58 meter över havet och antalet invånare är 815.
Terrängen runt Kožino är platt. Havet är nära Kožino åt sydväst. Runt Kožino är det glesbefolkat, med 16 invånare per kvadratkilometer. Närmaste större samhälle är Zadar, 6,8 km sydost om Kožino. 